# أبحاث الدفع للتحكم في الجاذبية في الولايات المتحدة
زاد الاهتمام الأمريكي بما يسمى «أبحاث الدفع للتحكم في الجاذبية» في بداية خمسينيات القرن الماضي. استخدمت المؤلفات في تلك الفترة مصطلحات عدة مثل الجاذبية المضادة، والثقالة المضادة، والباريسنتريك، والقوة المضادة، والجاذبية الكهربية (إي غراف)، ومشاريع جي، وعلم الجاذبية، والتحكم في الجاذبية، ودفع الجاذبية. تمثلت أهدافهم المعلنة في اكتشاف وتطوير تقنيات ونظريات للتلاعب بالجاذبية أو الحقول الشبيهة بالجاذبية لتحقيق غايات متعلقة بقوة الدفع. مع أن نظرية النسبية العامة نفت ظاهريًا الدفع المضاد للجاذبية، مُوّلت العديد من البرامج لتطويره عبر أبحاث الجاذبية بين عامي 1955 و1974. ظهرت أسماء مسهمين كُثر في النسبية العامة وأسماء آخرين برزوا في العصر الذهبي للنسبية العامة في الوثائق التي تحدثت عن المؤسسات التي مثلت الجهات المعنية بالبحث النظري في تلك البرامج. لم يشكل وجود أبحاث دفع التحكم في الجاذبية وظهورها في خمسينيات القرن الماضي موضوعًا جدليًا للمؤلفين في مجال الفضاء والنقاد ودعاة نظرية المؤامرة، لكن منطقهم وفعاليتهم واستدامتهم مثلت جميعها محاور لوجهات نظر متنازع عليها.

## أدلة على وجودها
نوهت الصحف والمجلات الشعبية والمجلات التقنية والأوراق التي رفعت عنها السرية بوجود أبحاث عن الدفع للتحكم في الجاذبية، إذ حمل مقال مجلة إيرو دايجست الصادر في مارس 1956 حول الاهتمام المضاعف بها عنوان «ازدهار الجاذبية المضادة». أدلى إيه. في. كليفر بالبيان التالي حول هذه البرامج في مقالته:
«ما هي الحقائق، نظرًا إلى ما تعرفه العامة، أو (حتى هذا التاريخ) باستطاعتها معرفته؟ حسنًا، يبدو أنهم يعلمون التالي: قرر الأمريكيون الالتفات إلى حلم الخيال العلمي القديم للتحكم في الجاذبية، أو «الجاذبية المضادة» بهدف البحث فيه، وإجراء دراسات نظرية و(إن أمكن) عملية في مجال الطبيعة الأساسية لحقول الجاذبية وعلاقتها بالظواهر الكهرومغناطيسية والظواهر الأخرى -وقد قرر شخص ما (غير معروف للكاتب الحالي) على ما يبدو إطلاق تسمية رنانة على كل هذه الدراسة: «الجاذبية الكهربية». يبقى من غير المعروف أيضًا –أو غير المعلن على أقل تقدير- اسم الوكالة أو الفرد الذي قرر تشجيع أو تحفيز أو رعاية هذه الجهود، والطريقة التي يتم بها ذلك. على أي حال، لا شك أن الجهود مستمرة على قدم وساق، ولا بدّ لنا من الترحيب بها ترحيبًا حارًا».
لم يُبرهن وجود برامج الجاذبية عبر أي أدوات تكنولوجية، مثل مشروع بلوتو الذي قدم للعالم محرك توري آي آي إيه، أول محرك نفاث تضاغطي نووي في العالم. شكلت الآثار التذكارية لمؤسسة أبحاث الجاذبية الأدوات التي أكدت الالتزامات المبكرة لإيجاد مواد وطرائق للتلاعب بالجاذبية. اتسمت هذه المحاولات بوجود الموارد والدعاية اللازمين لخلق مبادرة، لكن المؤلفين في تلك الفترة لم يصفوها بهذا المصطلح. صرح غلاديش قائلًا:
«تعمل 14 جامعة على الأقل في الولايات المتحدة ومراكز أبحاث أخرى عملًا دؤوبًا لكسر حاجز الجاذبية. وتتمثل صناعة الطائرات عندنا في دعم البحث الأساسي بمشاريع سرية تصل قيمتها إلى ملايين الدولارات».
كشفت الكتابات والمؤلفات حول جهود البحث في التحكم بالجاذبية عن «اللاعبين» والموارد، بالتزامن مع الحفاظ بحذر على سرية السمات المحددة للبحث وهوية الهيئة المنسقة له. تحدثت حكايات نظرية المؤامرة المعلن عنها والمبثوثة على التلفاز عن نجاح كبير حققته مشاريع جي، مقارنةً بالعلوم السائدة.

### التاريخ
جذبت التحليلات والتقارير التاريخية الأخيرة الانتباه إلى الوكالات والشركات التي شاركت في أبحاث الدفع للتحكم في الجاذبية. أشار جيمس إي. ألن، مستشار بي إيه إي سيستمز وأستاذ الهندسة في جامعة كينغستون، إلى تلك البرامج في تأريخه لأنظمة الدفع الجديدة في مجلة بروغريس إن إيروسبيس. أظهر البحث الذي أجراه الدكتور ديفيد كايزر، الأستاذ المساعد في قسم تاريخ العلوم، معهد ماساتشوستس للتكنولوجيا، الإسهامات التي قدمتها مؤسسة أبحاث الجاذبية في الجوانب البيداغوجية للعصر الذهبي للنسبية العامة. تحدث الدكتور جوشوا غولدبرغ، من جامعة سيراكيوز، عن دعم القوات الجوية لأبحاث النسبية خلال تلك الفترة. شكّلت التقارير المرحلية والتجارب والسير الذاتية على الإنترنت للعلماء الزائرين والموظفين السابقين مصادر لتاريخ معهد الأبحاث للدراسات المتقدمة (آر آي إي إس). لفت نيك كوك، محرر قسم الطيران السابق في مجلة جينز ديفينس ويكلي، الانتباه إلى برامج الجاذبية المضادة عبر المنشورات العالمية لكتابه، البحث عن نقطة الصفر، وما تلاه من أفلام وثائقية متلفزة. دُعمت الروايات التاريخية الكبرى لمشاريع جي بحكايات نظرية المؤامرة.

### الأدب المعاصر
جرى توفير قوائم تضمنت أسماء معاهد البحث والمواقع الصناعية وواضعي السياسات جنبًا إلى جنب مع تصريحات علماء الفيزياء البارزين في خمسة أعمال شاملة نُشرت خلال السنوات الأولى من أبحاث الدفع للتحكم في الجاذبية. قدمت دراسات الطيران (الدولية) المحدودة، لندن، تقريرًا مفصلًا حول أنشطة مجموعة أبحاث الجاذبية التي رُفعت السرية عنها فيما بعد. نشرت دورية جورنال أوف ذا بريتش انتربلانتاري سوسايتي مع مجلة ذا إيروبلين دراسةً استقصائيةً حول الدفع وتقييمًا نقديًا لأبحاث الجاذبية الأمريكية التي أجراها مؤرخ الملاحة الفضائية المعروف دوليًا إي. في. كليفر. نشرت صحيفتا نيويورك هيرالد تريبيون وميامي هيرالد سلسلة من ثلاثة مقالات بقلم أنسيل تالبرت، أحد أعظم صحفيي الطيران في العالم في القرن العشرين. يُذكر صدور سلسلتين من المقالات الصحفية لتالبرت في خضم حقبة السياسة بالبيانات الصحفية. لم تسفر كتاباته أو الكتابات التي أعقبت الأعمال الخمسة البارزة في تلك الفترة عن بروز أي حالات رفض و/أو تراجع.

### أدب الأجسام الطائرة المجهولة ونظرية المؤامرة
مثّلت أبحاث الدفع للتحكم في الجاذبية موضوعًا لأدبيات الأجسام الطائرة المجهولة المنشورة على نطاق واسع. اقترحت كل من الشهادات الموثقة لكاشفي الفساد التي حررها الدكتور ستيفن غرير، مدير مشروع الإفصاح؛ والحكايات والخطط التي كتبها مارك ماكاندليش وميلتون ويليام كوبر؛ وتقارير فيليب جيه. كورسو، وديفيد دارلينغتون، ودونالد كيهو، باحث شهير في الأجسام الطائرة المجهولة، دمج الهندسة العكسية للمركبات الفضائية المستعادة مع مشاريع الدفع المضاد للجاذبية، ما مكنهم من الاستمرار بعد عام 1973 لتصنيع المركبات المضادة للجاذبية بنجاح. نفت فروع من الجيش ووكالات الدفاع هذه المزاعم ودحضتها.

## وكالات البحث النظري
ذكر تالبرت أن السبب المنطقي للاهتمام المكثف بأبحاث الدفع للتحكم في الجاذبية قد استُنبط من أعمال ثلاثة فيزيائيين: مقال برايس ديويت الحائز على جائزة مؤسسة أبحاث الجاذبية، وكتاب الجاذبية والكون بقلم باسكوال جوردان، والعروض التقديمية التي قدمها الدكتور بوركارد هايم إلى الاتحاد الدولي للملاحة الفضائية. لم يشجع مقال ديويت السعي وراء المواد التي تحمي الجاذبية وتعكسها و/أو تعزلها وأكد الحاجة إلى تشجيع الفيزيائيين الشباب لمتابعة أبحاث الجاذبية. افتتح مقالته بالفقرة التالية:
«قبل أن يمتلك أي شخص الجرأة لصياغة حتى أبسط خطة للهجوم على مشكلة تسخير قوة الجاذبية، يجب أن يفهم طبيعة خصمه. أرى أن ظاهرة الجاذبية غير مفهومة فهمًا جيدًا حتى من قبل أفضل العقول، وأن الكلمة الأخيرة في هذه المسألة بعيدةً عن ألسنتنا بعدًا كبيرًا حتى الآن».
استشهدت مقالات عدّة بمقاله في حقبة أبحاث الدفع للتحكم في الجاذبية وبعدها. ظهرت في غضون سنوات قليلة منشآت جسدت دعوة ديويت لدعم العوامل المحفزة لعملية البحث.
ذكرت الدراسات الاستقصائية للمبادئ الفيزيائية التي أجراها كليفر وويل أن أبحاث الجاذبية المضادة لم تعتمد على أي اكتشافات نظرية معترف بها. اقترحت شكوك كليفر أساسًا منطقيًا بديلًا عن الاعتراف بهذا النوع من الأبحاث على أنها أبحاث قائمة على أساس رواية خيال علمي. اتهم ويل الناشرين بضعف الصحافة وهاجم مصطلحاتهم وأعطى أعلى تصنيف لأعمال بوركهارد هايم في المبادئ الفيزيائية المستقبلية لدفع التحكم في الجاذبية. وجه ستامبلر انتقادات لاذعة ضد فرضية الجاذبية لغلورهيف. صنف تالبرت وغيره من المؤلفين الوكالات الثلاث التالية بمثابة المنشآت الرئيسية التي أجرت البحث النظري.